# Phoenix Cobras
Die Phoenix Cobras waren ein US-amerikanisches Inlinehockeyfranchise aus Phoenix im Bundesstaat Arizona. Es existierte von 1994 bis 1995 und nahm an zwei Spielzeiten der professionellen Inlinehockeyliga Roller Hockey International teil. Die Heimspiele des Teams wurden im Arizona Veterans Memorial Coliseum ausgetragen.

## Geschichte
Die Phoenix Cobras wurden 1994 im Zuge der Expansion der Roller Hockey International gegründet. In seiner ersten Saison qualifizierte sich das Team für die Teilnahme an den Playoffs um den Murphy Cup. Dort unterlag es aber im Conference-Viertelfinale den Calgary Rad’z. In der zweiten Spielzeit schied das Team erneut im Conference-Viertelfinale aus, diesmal gegen die San Jose Rhinos. 
Nach der Saison 1995 wurde das Franchise verkauft und nach Glens Falls im Bundesstaat New York umgesiedelt, wo es 1996 als Empire State Cobras am Spielbetrieb der Roller Hockey International teilnahm. Zur Spielzeit 1997 wurde das Franchise erneut verlegt, diesmal nach Buffalo im Bundesstaat New York, wo es als Buffalo Wings in den Saisons 1997 und 1999 am Spielbetrieb der Roller Hockey International teilnahm. 
1994 hatten die Cobras einen Zuschauerschnitt von 5358 und fanden sich im Vergleich der anderen Teams im oberen Drittel wieder. Der Zuschauerkrösus Anaheim Bullfrogs hatte einen Schnitt von 10155, während lediglich 1505 Zuschauer die Spiele der Calgary Rad’z besuchen wollten. Im Folgejahr musste jedoch ein starker Rückgang des Zuschauerinteresses hingenommen werden, vergleichsweise wenige 2624 Zuschauer im Schnitt wollten sich die Spiele der Cobras anschauen.
Die Teamfarben waren Rot, Schwarz und Gelb.

## Saisonstatistik
Abkürzungen: Sp = Spiele, S = Siege, N = Niederlagen, U = Unentschieden, Pkt = Punkte, T = Erzielte Tore, GT = Gegentore
| Saison | Sp | S  | N  | U | Pkt | T   | GT  | Platz         | Playoffs                                               |
| 1994   | 22 | 11 | 9  | 2 | 24  | 174 | 187 | 3., Northwest | Niederlage im Conference-Viertelfinale, 0:2 (Calgary)  |
| 1995   | 24 | 13 | 11 | 0 | 26  | 158 | 161 | 2., Pacific   | Niederlage im Conference-Viertelfinale, 0:2 (San Jose) |

## Bekannte Spieler
- Ralph Barahona
- Todd Brost
- Craig Coxe
- Rikard Grönborg
- Daniel Shank
- Sean Whyte